# Municipalités spécialisées de l'Alberta

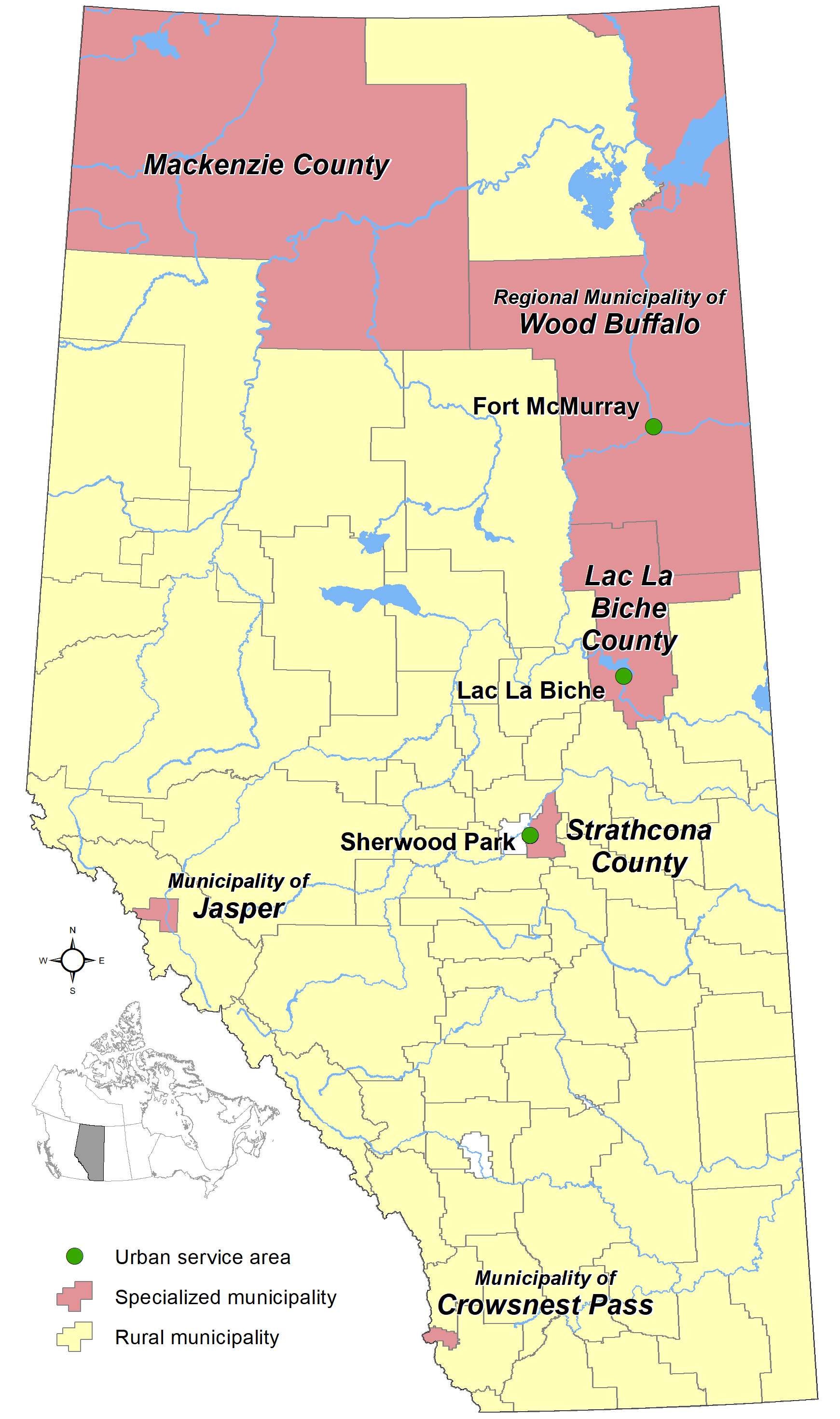
Répartition des cinq municipalités spécialisées d'Alberta et des deux secteurs de services urbains.

Une municipalité spécialisée est un type de statut municipal utilisé de la province canadienne de l'Alberta. Les municipalités spécialisées de l'Alberta ont des gouvernements locaux uniques qui peuvent être formés sans avoir recours à des lois spéciales de l'Assemblée législative de l'Alberta. Souvent, ils permettent la coexistence de communautés urbaines et rurales sous un gouvernement municipal unique.
Selon la section 82 du Municipal Government Act (MGA), une municipalité peut s'incorporer en tant que municipalité spécialisée dans les cas suivants :
- si le ministre d'Affaires municipales Alberta (AMA) est convaincu que les autres statuts constitués en vertu de la MGA ne répondent pas aux besoins des résidents de la municipalité ;
- pour former un gouvernement local qui, de l'avis du ministre de l'AMA, agira pour le développement ordonné de la municipalité d'une manière similaire aux autres statuts intégrés au sein de la MGA ;
- pour toutes autres circonstances jugées appropriées par le ministre de l'AMA[2].

De façon générale, les municipalités spécialisées sont des municipalités qui sont de nature non conventionnelle par rapport aux autres municipalités d'Alberta, et qui sont incorporées sous l'autorité de la MGA existante au lieu de s'appuyer sur la création de lois distinctes (comme la loi sur les zones spéciales a permis l'incorporation de trois zones spéciales et la loi sur les établissements métis a permis la constitution de huit établissements).
Les demandes d'accès au statut d'une municipalité spécialisée sont approuvées par décrets pris par le lieutenant-gouverneur de l'Alberta en conseil, sur la recommandation du ministre des Affaires municipales Alberta.
En 2012, l'Alberta possède cinq municipalités spécialisées qui ont une population combinée de 230 625 habitants. La plus grande et la plus petite municipalité spécialisée de l'Alberta sont le comté de Strathcona et la municipalité de Jasper avec, respectivement, une population de 92 490 et 4 051 habitants.

## Dénomination
Un décret dispose que les municipalités doivent avoir un nom officiel. Sur les cinq municipalités spécialisées de l'Alberta, deux d'entre elles ont elles-mêmes choisit d'inclure le terme « municipalité » dans leurs noms officiels, tandis que deux autres se sont qualifiées de « comtés ». La municipalité spécialisée restante s'est baptisée « municipalité régionale ».
L'utilisation du terme « municipalité régionale » dans le nom officiel de la municipalité spécialisée a conduit à la croyance que la municipalité régionale possède un statut propre en Alberta, ce qui n'est pas le cas. Parallèlement, l'utilisation du terme de « comté » dans les noms officiels des deux municipalités spécialisées et dans ceux de 46 districts municipaux a partiellement conduit à la croyance qu'un comté possède également un type de statut séparé, ce qui n'est pas non plus le cas. L'autre contribution majeure à cette croyance est que le comté était un ancien type de statut de municipalité en Alberta avant la « County Act » abrogée en 1995.

## Liste des municipalités spécialisées
| Nom                                     | Incorporation    | Taille du conseil | Population (2011) | Population (2006) | Variation (%) | Superficie (km²) | Densité de population (au km²) | Raison de l'incorporation |   |
| --------------------------------------- | ---------------- | ----------------- | ----------------- | ----------------- | ------------- | ---------------- | ------------------------------ | --- | - |
| Crowsnest Pass, municipalité de         | 16 janvier 2008  | 7                 | 5 565             | 5 749             | −3,2          | 373,07           | 14,9                           | Bien qu'aucune raison précise n'est mentionnée par le décret pour changer son statut, il s'agit de permettre l'adhésion à l'« Alberta Association of Municipal Districts and Counties » pour améliorer l’harmonisation avec les municipalités rurales avoisinantes. |   |
| Jasper, municipalité de                 | 20 juillet 2001  | 7                 | 4 432             | 4 265             | 3,9           | 925,52           | 4,8                            | Pour répondre aux besoins particuliers des résidents vivant dans la municipalité. |   |
| Mackenzie, comté de                     | 23 juin 1999     | 10                | 10 927            | 10 002            | 9,2           | 80 478,12        | 0,1                            | Pour répondre aux préoccupations concernant le gouvernement et la gestion municipale d'une municipalité qui sert un certain nombre de collectivités uniques dans un très vaste territoire.                                                                          |   |
| Strathcona, comté de                    | 1er janvier 1996 | 9                 | 92 490            | 82 511            | 12,1          | 1 180,56         | 78,3                           | Pour subvenir aux besoins uniques d'une municipalité qui comprend à la fois un grand centre urbain, un territoire rural important et une population significative.                                                                                                  |   |
| Wood Buffalo, municipalité régionale de | 1er avril 1995   | 11                | 65 565            | 51 924            | 26,3          | 63 637,47        | 1,0                            | Pour subvenir aux besoins uniques d'une municipalité comprenant un grand centre urbain et un vaste territoire rural avec une faible population. |   |
| Total                                   | —                | —                 | 44                | 178 979           | 154 451       | 15,9             | 146 594,74                     | 1,2 | — |